# Pleurotus aureovillosus
Pleurotus aureovillosus är en svampart som beskrevs av Corner 1981. Pleurotus aureovillosus ingår i släktet Pleurotus och familjen musslingar.   Inga underarter finns listade i Catalogue of Life.